# ۶۶۶ (پیش از میلاد)
۶۶۶ (پیش از میلاد) ۶۶۶مین سال قبل از تقویم میلادی است.